# Faro
Faro Portugália legdélebbi városa a kontinensen. Jelentése világítótorony. A róla elnevezett kistérségben helyezkedik el. Magában a városban 41 934 fő él, míg a vonzáskörzettel együtt összesen 64 560 fő. Faro kerület székhelye és Algarve régió központja is egyben. Az Algarve régió és a Faro kerület ugyanazt a területet jelöli.

## Fekvése
Az Atlanti-óceán partjától négy kilométerre, a Ria Formosa lagúna mögött fekszik.

## Éghajlat
Farónak mérsékelten mediterrán éghajlata van. A nyarak általában forróak és szárazak, az átlagos napi csúcshőmérséklet 27 és 35 °C  közt alakul. Ősszel és télen jelentősen enyhébb hőmérsékleti tartományban mozog a nappali hőmérséklet maximuma, amely általában 8 és 17 °C közt mozog. Általában késő ősszel és a téli időszakban hullik le az éves csapadékmennyiség jelentősebb része. Az évi középhőmérséklet 17-18 °C körül alakul, míg az éves csapadékmennyiség 500 milliméter körül mozog. A tenger felszíni átlaghőmérséklete 15-16 °C szokott lenni januárban, míg augusztusban ez az érték 22-25 °C-ig emelkedik.
| Hónap | Jan. | Feb. | Már. | Ápr. | Máj. | Jún. | Júl. | Aug. | Szep. | Okt. | Nov. | Dec. | Év   |
| --- | ---- | ---- | ---- | ---- | ---- | ---- | ---- | ---- | ----- | ---- | ---- | ---- | ---- |
| Rekord max. hőmérséklet (°C)                                                                                                  | 21,9 | 24,7 | 28,9 | 30,1 | 33,6 | 37,1 | 44,3 | 39,6 | 37,4  | 33,3 | 28,6 | 24,0 | 44,3 |
| Átlagos max. hőmérséklet (°C)                                                                                                 | 16,1 | 16,9 | 19,1 | 20,4 | 22,8 | 26,4 | 29,2 | 28,8 | 26,6  | 23,2 | 19,6 | 17,0 | 22,2 |
| Átlagos min. hőmérséklet (°C)                                                                                                 | 7,9  | 8,7  | 10,5 | 11,8 | 14,0 | 17,3 | 19,1 | 19,4 | 18,0  | 15,3 | 11,7 | 9,6  | 13,6 |
| Rekord min. hőmérséklet (°C)                                                                                                  | −1,2 | −1,2 | 2,3  | 3,6  | 6,7  | 8,0  | 11,9 | 13,1 | 9,9   | 7,8  | 2,7  | 1,2  | −1,2 |
| Átl. csapadékmennyiség (mm)                                                                                                   | 59   | 52   | 39   | 39   | 22   | 4    | 2    | 4    | 23    | 60   | 90   | 114  | 509  |
| Havi napsütéses órák száma | 172  | 165  | 234  | 251  | 314  | 332  | 368  | 352  | 273   | 226  | 182  | 167  | 3036 |
| Forrás: Instituto de Meteorologia, World Meteorological Organization (precipitation days) , NOAA (sun and humidity 1961–1990) |      |      |      |      |      |      |      |      |       |      |      |      |      |

## Népesség
| 2011 | 64 560 |

## Környezetvédelem
Faro a Ria Formosa lagúna természetvédelmi területének 130 hektáros területe mellett fekszik. E tengeri élőhely kiváló pihenőhelyet nyújt a vándormadarak számára a tavaszi és az őszi időszakban.

## Történelme
A Ria Formosa lagúnában már a paleoltikus időszakban is megtelepedett az ember. Ebben az időben alakult ki e területen Ossonboa települése, amely fontos központként működött, egészen a rómaiak terjeszkedéséig. A történészek szerint Ossonboa települése volt Faro városának előfutára. A Córdobai Kalifátus 8. században bekövetkező felemelkedésével az Ibériai-félsziget délnyugati régiójának legjelentősebb városává fejlődött. A 9. század során egy rövid életű hercegség központja volt, amely idő alatt védőfalak gyűrűjével erősítették meg. Ebben az időben kezdték el Santa Maria néven emlegetni a várost, a korábbi Ossonboa helyett. Később a helyi muszlim törzsfőnök, Hárun után nevezték el. Ettől kezdve nevezik Farónak. A mór megszállás idején megtelepedett itt néhány zsidó is, akik elkészítették az Ótestamentum néhány másolatát. A mórokat itt győzték le III. Alfonz portugál király seregei, 1249-ben. Mivel Silves városán túlnőtt Faro jelentősége, ezért ez a város lett Algarve régió közigazgatási központja.
1577-ben Lagos vált Algarve régió központjává és ez így is maradt egészen addig, amíg az 1755-ös földrengés el nem pusztította a város nagyobb részét, valamint a környező településeket. A part menti településeket a földrengést kísérő cunami törölte el, Faro kivételével, amit a Ria Formosa lagúna homokpadjai mentettek meg. Ezután vált ismét Algarve régió központjává.

## Szolgáltatások
A városban található az Algarve Egyetem, a farói nemzetközi repülőtér, a tengeri kikötő, a vitorláskikötő, a vasútállomás és a regionális buszpályaudvar.
A 30 000-es befogadóképességű Estádio Algarve volt az egyik helyszíne a 2004-es labdarúgó Európa-bajnokságnak. A létesítmény jelenleg gyakorlatilag üresen áll, mivel a két helyi futballcsapat, a Louletano Desportos Clube és a Sporting Clube Farense nem ezt, hanem saját stadionjukat használja, így az Algarve Stadionban jelenleg inkább csak koncerteket és egyéb rendezvényeket tartanak. A Faro Repülőtér nincs messze a várostól. Az olcsó repülőjegyeket kínáló diszkont légitársaságok révén jelentős utasforgalmat bonyolít le.

## Események
- A Faro Nemzetközi Motorkerékpár Rally Európa egyik legnagyobb ilyen jellegű sporteseménye
- A város napja szeptember 7-én van
- A diákfesztivált minden évben megrendezik az Algarve Egyetemen

## Testvértelepülések
- Huelva, Spanyolország
- Málaga, Spanyolország
- Tanger, Marokkó
- Bolama, Bissau-Guinea

## Képgaléria

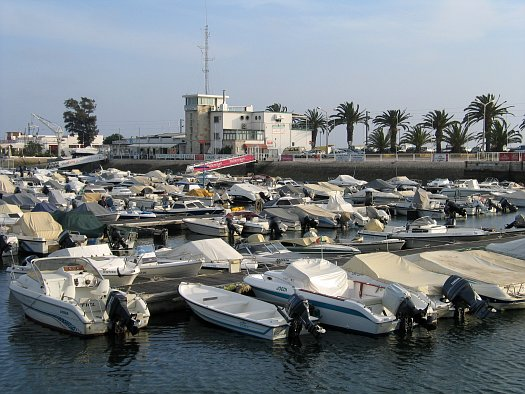
Faro vitorláskikötője
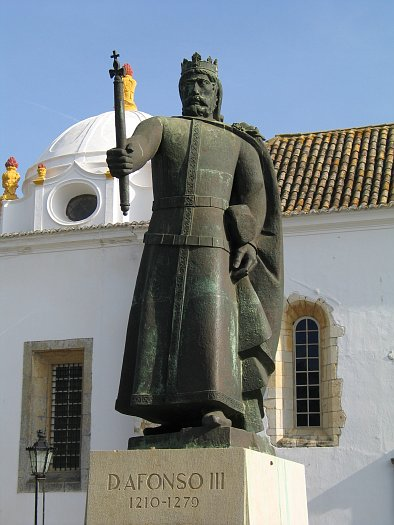
III. Alfonz király szobra
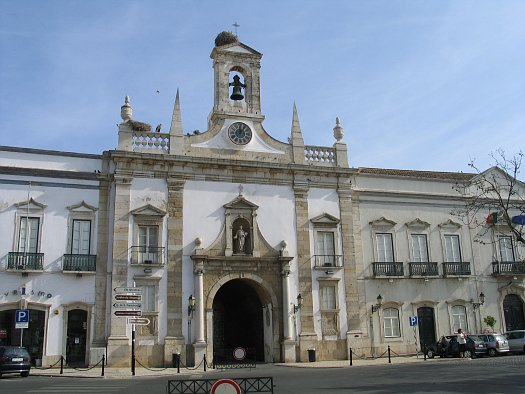
Faro önkormányzatának épülete
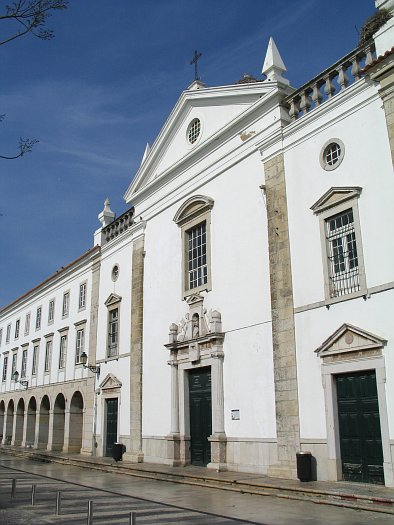
A régi templom és a kórház
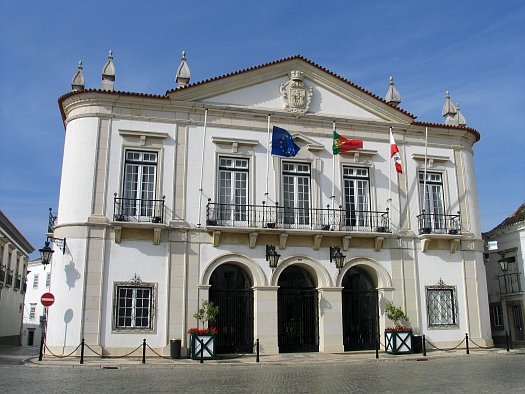
A városháza
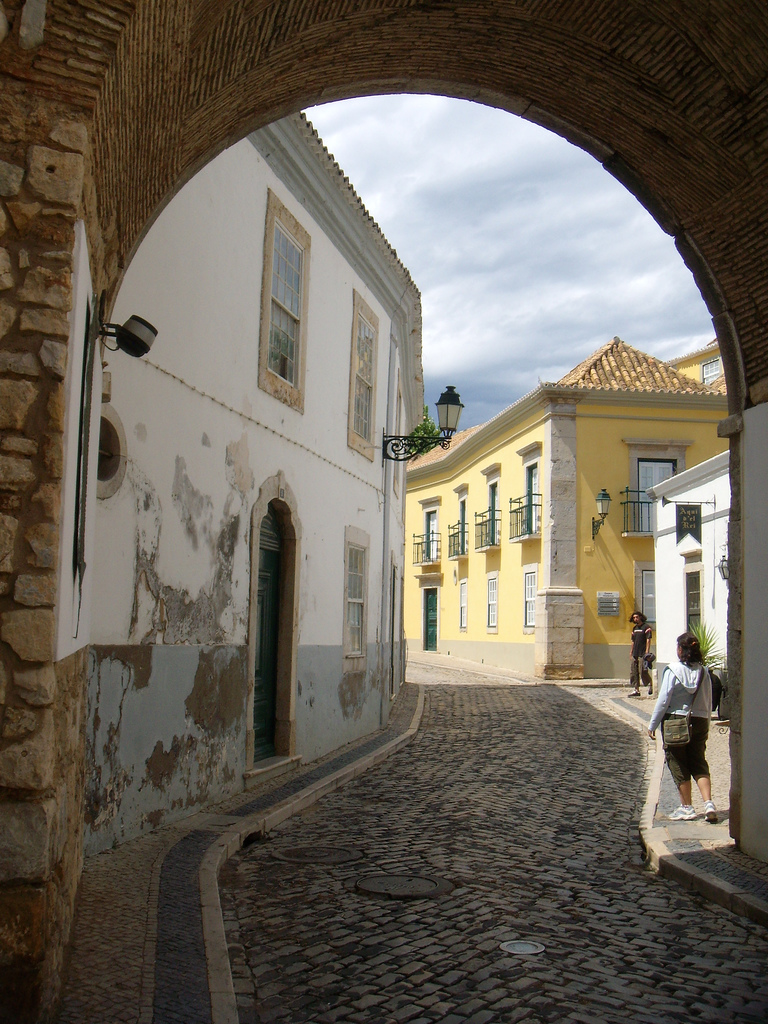
Utca Faróban
- Rövid videó Faro térkövezett belvárosáról
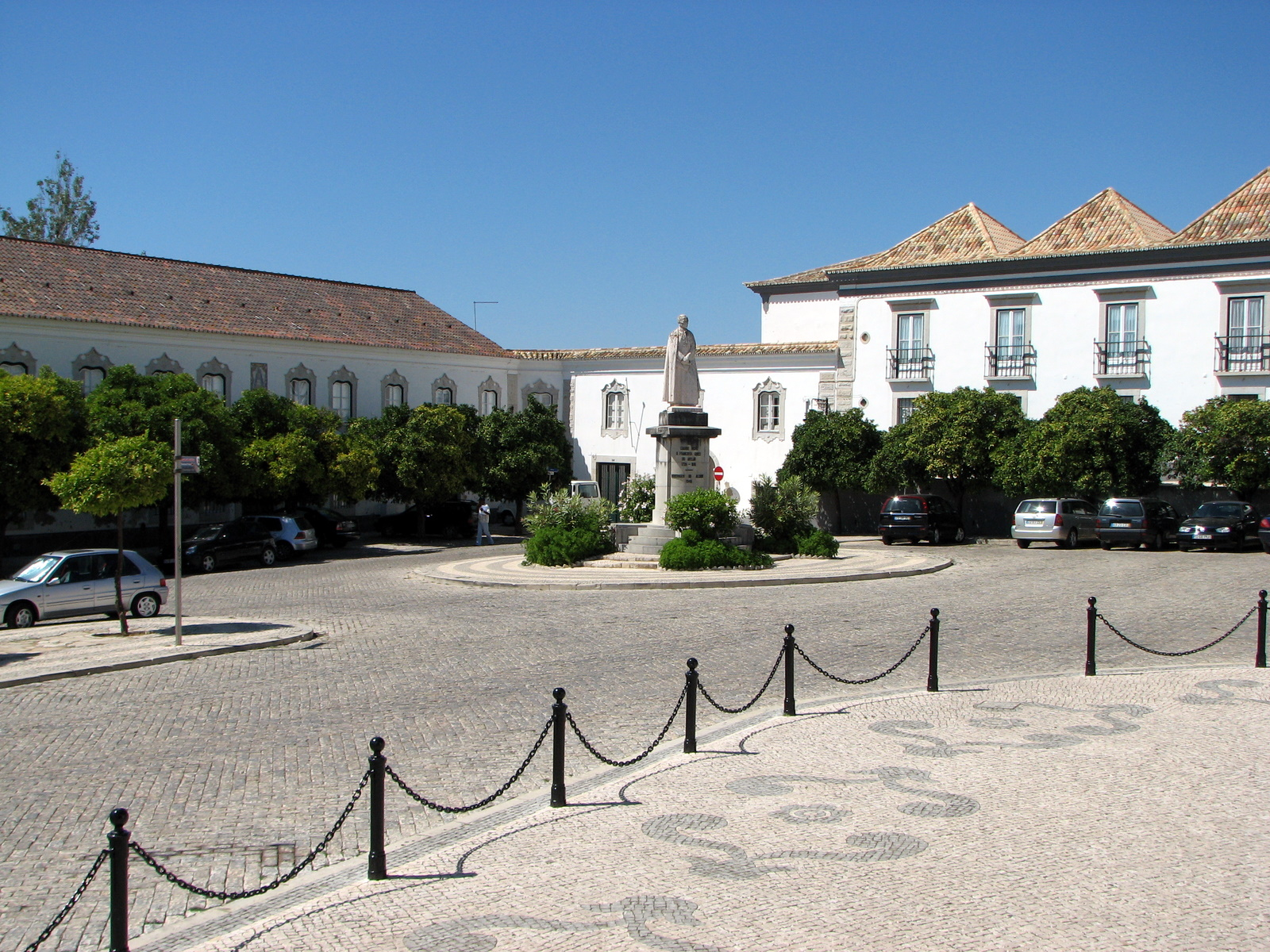
Tér Faro belvárosában
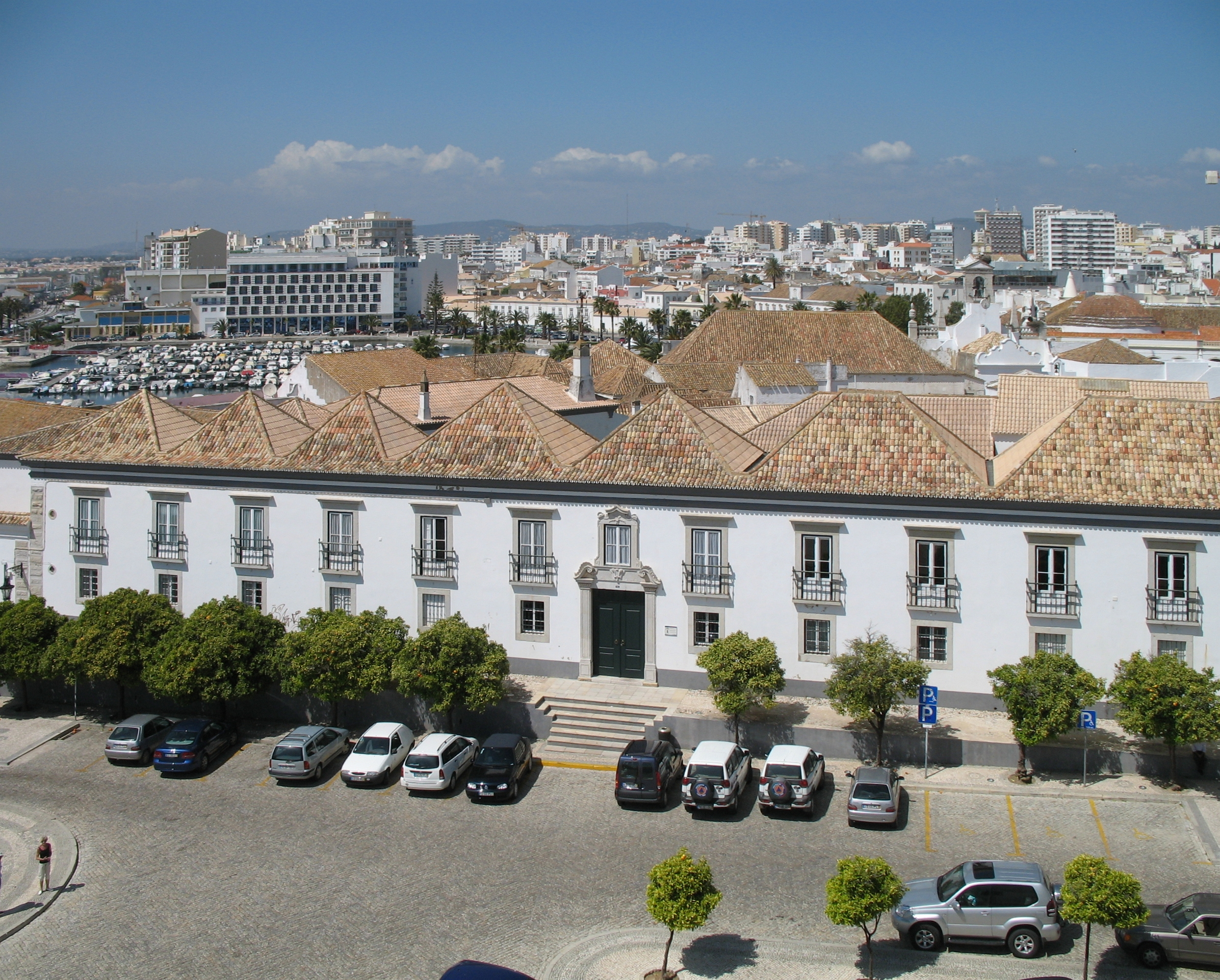
A püspöki palota
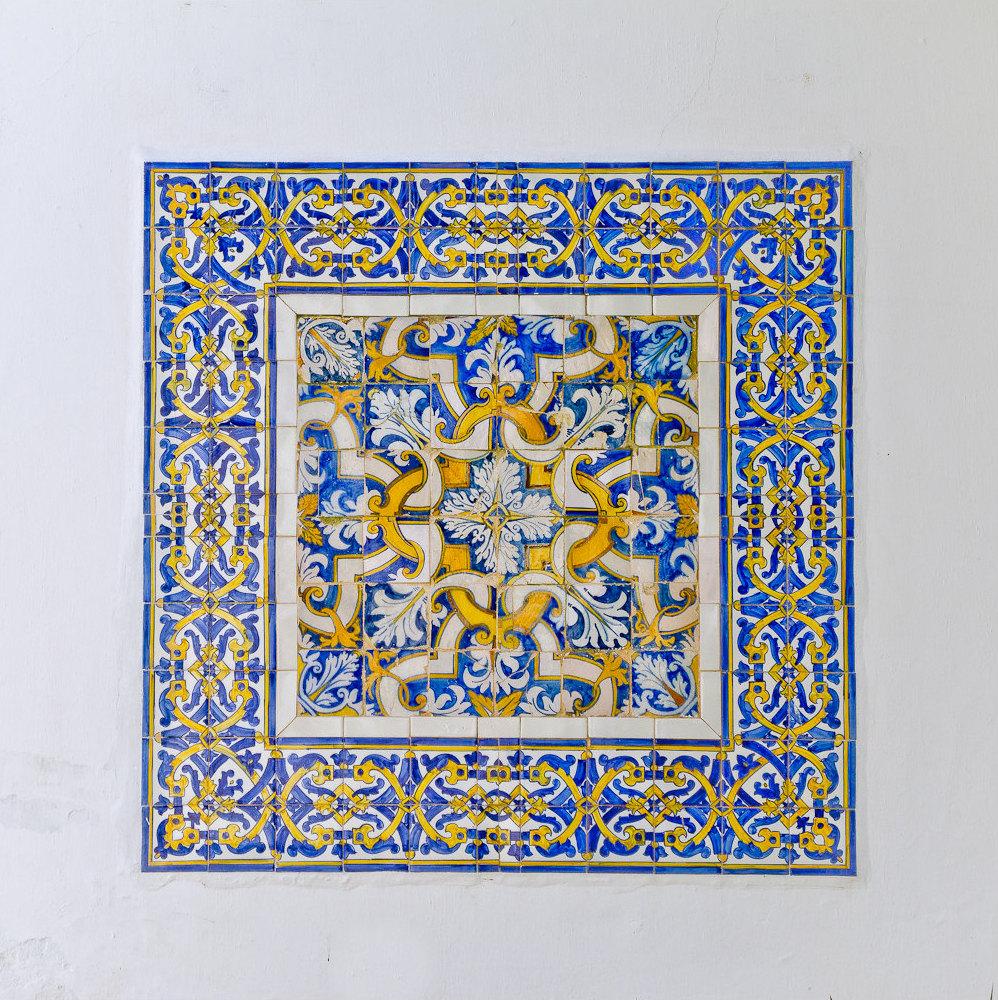
Díszcsempe

## Fordítás
- Ez a szócikk részben vagy egészben  a   Faro, Portugal című angol Wikipédia-szócikk ezen változatának fordításán alapul.  Az eredeti cikk szerkesztőit annak laptörténete sorolja fel. Ez a jelzés csupán a megfogalmazás eredetét és a szerzői jogokat jelzi, nem szolgál a cikkben szereplő információk forrásmegjelöléseként.

## Külső hivatkozások
- Hivatalos honlap